# Lestodiplosis casta
Lestodiplosis casta är en tvåvingeart som först beskrevs av Möhn 1955.  Lestodiplosis casta ingår i släktet Lestodiplosis och familjen gallmyggor.
Artens utbredningsområde är Tyskland. Inga underarter finns listade i Catalogue of Life.